# Giorgio Clerici (1575-1665)
Giorgio Clerici, detto Giorgione o anche Giorgio I (Copreno, 1575 – Milano, 1665), è stato un mercante, banchiere e nobile italiano.
Fu l'iniziatore delle fortune della famiglia Clerici.

## Biografia
Giorgio Clerici nacque a Copreno nel 1575, figlio di Cristoforo. Come suo padre, giovanissimo apprese l'arte del commercio della lana, ma successivamente si specializzò nella commercializzazione della seta, acquisendo un notevole patrimonio personale. Agli inizi del Seicento, dunque, si mise in società con altre potenti famiglie mercantili della zona come i Porro di Asnago e i Carcano di Bregnano e costituì con loro una società bancaria che si occupasse del recupero dei crediti verso le famiglie dell'area che si trovavano indebitate con gli industriali di lana e seta.
Con questo suo nuovo impegno, Giorgio entrò in contatto con la società politica di Milano, città che iniziò a frequentare sempre più spesso e nella quale decise di investire i denari ricavati dalla sua attività. A differenza dei suoi colleghi, infatti, Giorgio si dedicò ampiamente anche al mercato immobiliare, acquistando terreni e case da affittare o rivendere. Nel 1628 decise di acquistare per 50.000 lire una vasta tenuta agricola nella nativa Copreno, la quale era stata messa all'asta dall'Ospedale Maggiore di Milano; qualche anno dopo acquista un'altra vasta tenuta a Meda, già possedimento della famiglia Avogadro, che riesce ad ottenere per un prezzo irrisorio grazie anche alla mediazione del direttore dell'asta, il senatore Patellani, la cui moglie era cugina della moglie di Giorgio in quanto entrambe appartenenti al casato dei Porro con cui il Clerici era in società bancaria. Dopo appena due giorni dall'acquisto del bene, Giorgio venderà l'intero possedimento al senatore Bartolomeo III Arese.
Fu Giorgio I ad acquistare da Carlo Visconti di Somma il terreno e una casa dove successivamente venne costruito l'attuale Palazzo Clerici, trasferendosi quindi definitivamente a Milano dalla metà del Seicento.
Giorgio I morì nel 1665. All'apertura del suo testamento, egli indicò espressamente di voler essere sepolto nella tomba da lui stesso fatta costruire nella chiesa milanese di Santa Maria della Scala. Il problema era che sia il parroco di Copreno che quello della chiesa di San Protaso ad monachos (presso la quale il Clerici risiedeva a Milano), pretesero di presiedere l'officiatura della cerimonia funebre, fatto che sfociò in una lite che richiese l'intervento del vicario arcivescovile per sedare la diatriba, affidando al parroco di Copreno l'onore. Alla sua morte lasciò ai figli un patrimonio di 2.280.295 di lire, con una rendita annua di 118.341 lire, che egli dispose fosse diviso equamente tra i suoi tre maschi eredi.

## Matrimonio e figli
Giorgio Clerici sposò Angela Porro, figlia di Gabrio, dalla quale ebbe i seguenti eredi:
- Pietro Antonio (?-7 novembre 1671), signore (23 agosto 1666) e poi I marchese di Cavenago (1667), sposò Vittoria d'Adda
- Carlo Ludovico (1615-1677), II marchese di Cavenago, sposò Eufemia Bonetti
- Giovanni Pietro (?-in battaglia a Nördlingen 6 settembre 1634), capitano di fanteria al servizio del Re di Spagna[2]
- Lodovico (?-1658), colonnello al servizio del Re di Spagna[2]
- Francesco (1622-19 luglio 1684), capitano di corazzieri del Re di Spagna, sposò in prime nozze Anna Imbonati e successivamente Anna Arbona; non ebbe figli
- Anna, sposò Antonio Francesco Fossani

## Ascendenza
|                             |   |   | Genitori |  |  | Nonni                  |  |  | Bisnonni       |  |
|                             |   |   |          |  |  | Pietro Antonio Clerici |  |  | Andrea Clerici |  |
|                             |   |   |          |  |  | Pietro Antonio Clerici |  |  | Andrea Clerici |  |
|                             |   | … |          |  |  | Pietro Antonio Clerici |  |  |                |  |
| Cristoforo Clerici          |   |   |          |  |  | Pietro Antonio Clerici |  |  |                |  |
|                             |   | … | …        |  |  |                        |  |  |                |  |
|                             |   | … | …        |  |  |                        |  |  |                |  |
|                             |   | … | …        |  |  |                        |  |  |                |  |
| Giorgio I Giorgione Clerici |   | … |          |  |  |                        |  |  |                |  |
|                             | … | … |          |  |  |                        |  |  |                |  |
|                             | … | … |          |  |  |                        |  |  |                |  |
|                             | … | … |          |  |  |                        |  |  |                |  |
| …                           | … |   |          |  |  |                        |  |  |                |  |
|                             |   | … | …        |  |  |                        |  |  |                |  |
|                             |   | … | …        |  |  |                        |  |  |                |  |
|                             |   | … | …        |  |  |                        |  |  |                |  |
|                             |   | … |          |  |  |                        |  |  |                |  |